# Lemgo
Lemgo [ˈlɛmɡoː] er en universitetsby i den tyske delstaten Nordrhein-Westfalen i regierungsbezirk Detmold (Ostwestfalen-Lippe) og hører til kreisen Lippe. Indtil 1973 var Lemgo administrerende by til kreisen Lemgo.

## Historie
Lemgo blev grundlagt i 1190 af Bernhard II. Fordi byen lå ved et vejkryds af to vigtige middelalderske handelsveje, har Lemgo længe været den største og betydningfulde by i Lippe.

## Eksterne links
- Wikimedia Commons har flere filer relateret til Lemgo